# 남만주철도주식회사
남만주철도주식회사(일본어: 南満州鉄道株式会社 미나미만슈테쓰도카부시키가이샤[*])는 과거 남만주에 존재했던 철도회사이다. 약칭 만철(満鉄).
러일전쟁에서 일본이 승리함에 따라 1905년(메이지 38년) 9월 체결된 포츠머스 조약으로 러시아제국에서 대일본제국으로 양도된 동청철도(중동철도)남만주지선(장춘-여순간 철도) 약 764 킬로미터 및 이를 포함하는 철도사업(당초 총연장 약 1,100 킬로미터) 및 부속 사업을 경영할 목적으로 1906년(메이지 39년) 11월 설립된 반관반민 국책기업이었다. 전신은 러일전쟁 당시 만주군의 야전철도제리부이며, 설립 당시에는 점령 성공 이후 러시아로부터 양여를 인정받은 장춘 이남 남만주지선의 철도시설 및 부속지, 물자수송을 위해 일본군이 건설한 경편철도 안봉선(안동-봉천간 철도) 및 그 부속지를 점유했다. 만철은 무순탄광 및 연대탄광도 동시에 경영하며 각 철도역전 따위에 설정된 철도부속지(만주부속지)에 도시경영과 일반행정(토목·교육·위생)을 담당하는 등 광범위에 걸친 사업을 전개했다. 본사는 관동주 대련시(현재 중화인민공화국 요령성 대련시)에 두었다.
1931년(쇼와 6년) 9월 만주사변이 발발하고 1932년(대동 원년/쇼와 7년) 3월 만주국이 성립되자 중소분쟁에서 소련이 이권을 확보한 중동철도를 포함한 만주국내 국유철도 전선의 운영·신설을 위임받았다. 1933년(대동 2년/쇼와 8년) 2월 만주국 관할하 철도를 만철에서 만주국 정부에 대하여 공여한 차관의 담보라는 형태로 위탁경영을 하기로 결정, 3월부터 이를 실시했다. 봉천시(현재 요령성 심양시)에 철로총국이 설치되어 만철본사 사내에 철도건설국이 신설되었다. 처음에 중동철도는 만소에서 공동경영했으나, 1935년(강덕 2년/쇼와 10년) 일·만·소간 철도매각 협정이 성립되어 만주국 소유로 되돌아갔다.
최성기에는 일본 국가예산의 절반규모의 자본금, 80개 남짓한 관련기업을 거느린 대콘체른으로서 철도총연장은 일만 킬로미터, 사원수는 40만에 달했다. 만철은 광공업을 비롯해 다수한 산업부문에 진출해 일본 식민지 지배기구의 일익을 담당했다. 1945년(강덕 12년/쇼와 20년) 제2차 세계대전 말기 얄타협정에 따라 연합국이 이를 접수함을 결정, 동년 9월 중화민국 및 소련의 합판경영주체 중국장춘철로공사가 발족했다. 동시에 남만주철도주식회사는 일본의 패전으로 폐쇄기관화되었다. 만철이 보유한 철도는 중화인민공화국 성립 후 1952년에서 1955년에 걸쳐 해당 국가로 이양되었다.

## 한국과 관계
일제강점기 당시, 일본 정부는 3개 지역의 연락 운송을 증진하고, 각 노선 운영의 통일을 기하기 위하여 남만주 철도 주식회사에 조선철도의 운영을 위탁한 적이 있다. 1917년 7월 31일 부로 조선총독부 소유의 전 노선이 만철의 위탁 경영 체제로 운영된 바 있다. 그러나 연락 운송은 그리 원활하지 못하였으며, 만철 역시 조선철도 경영을 통해 충분한 수익을 거두기는커녕 총독부 측의 납입금 부담이 발생하였다. 또한, 총독부측 역시 한반도 통치에 활용하기 위하여 직영 체제로의 전환을 요구하였다. 종사원 문제 등의 여러 문제가 있으나, 근본적으로 만철과 총독부측의 이해가 일치하였기에 큰 지장 없이, 1925년 4월 1일 부로 다시 총독부 산하의 철도국으로 환원되었다.
또한, 남만주철도 주식회사는 초기부터 함경도 북부 지역에 동해로 연결될 수 있는 루트로 지린(吉林)~회령간에 주목하고 있었는데, 이후 만주사변으로 인하여 일본의 만주 통제력이 크게 신장되면서 이 중국측 부설 노선 등의 노선 통합을 통해 신징에서 나진에 이르는 루트를 완성할 수 있었다. 이에 따라 1933년 10월 1일부터 한반도 내 구간 등 북선선(北鮮線) 구간에 대해 대국적 견지에서 만철에 위탁하도록 하였다. 이후 계약 방식과 위탁 구간의 변동이 있었으나, 함경도 북부의 철도에 대해서는 만철의 영향력이 해방 전까지 유지되고 있었다.(함경선 및 함북선 문서를 참조할 것.)
한편, 해방 이후의 차량 면에서도 만철의 영향은 존재하였다. 다롄 인근의 사하구(沙河口) 등에 설치된 만철의 공장으로부터 조달된 차량이 해방 이후에도 운영되었다. 1930년대에 조달된 조차, 유개차, 무개차 중 일부가 만철 산하 또는 관련된 공장에서 조달되었다. 한국전쟁과 이후의 해외 원조, 자체 제작을 통해 이들 화물차량은 1980년대 경에는 대다수가 대체, 폐차되었다.

## 역대 총재
|    | 이름              | 취임       | 퇴임       |
| -- | ----------------- | ---------- | ---------- |
| 1  | 고토 신페이       | 1906.11.13 | 1908.7.14  |
| 2  | 나카무라 요시코토 | 1908.12.19 | 1913.12.18 |
| 3  | 노무라 류타로     | 1913.11.19 | 1914.7.15  |
| 4  | 나카무라 유지로   | 1914.7.15  | 1917.7.31  |
| 5  | 구니사와 심베이   | 1917.7.31  | 1919.4.12  |
| 6  | 노무라 류타로     | 1919.4.12  | 1921.5.31  |
| 7  | 하야카와 센키치로 | 1921.5.31  | 1922.10.14 |
| 8  | 가와무라 다케지   | 1922.10.24 | 1924.6.22  |
| 9  | 야스히로 반이치로 | 1924.6.22  | 1927.7.19  |
| 10 | 야마모토 조타로   | 1927.7.19  | 1929.8.14  |
| 11 | 센고쿠 미쓰구     | 1928.8.14  | 1931.6.13  |
| 12 | 우치다 야스야     | 1931.6.13  | 1932.7.6   |
| 13 | 하야시 하로타로   | 1932.7.26  | 1935.8.2   |
| 14 | 마쓰오카 요스케   | 1935.8.2   | 1939.3.24  |
| 15 | 오무라 다쿠이치   | 1939.3.24  | 1943.7.14  |
| 16 | 고히야마 나오토   | 1943.7.14  | 1945.4.11  |
| 17 | 야마자키 미토키   | 1945.5.5   | 1945.9.30  |

## 같이 보기
- 일본의 전쟁 범죄
- 대동아종관철도
- 대동아공영권
- 시베리아 횡단 철도(TSR)
- 한반도 종단 철도(TKR)
- 동청철도(CER)